# 孟祥柯
孟祥柯（1930年3月8日—2017年10月20日），黨外運動成員、作家。

## 生平
孟祥柯，本名孟祥珂，因遷居台灣時戶政人員將「珂」字誤載為「柯」，便沿用此名。戶政單位亦將其農曆生日誤載為國曆，原生日應為1930年4月6日。其字福海，筆名孟絕子、蘇念秋、孟南柯、紅豆公主。籍貫遼寧省北鎮縣南鄕東孟窩堡村、孟家窩柵、孟家村。台灣作家、政治評論家、翻譯家、隱士、黨外運動成員。曾任臺灣大學外文系圖書館管理員、報社校對、記者，並曾於臺南神學院教授牧師中文。
孟祥柯早年與藝文界互有往來，同時也積極參與黨外運動，與黃春明為鄰，與李敖、陳若曦、白先勇、歐陽子等人交往。曾以紅豆公主之筆名著作過武俠小說《黑白旗》，以蘇念秋之筆名翻譯過包括赫塞名著《流浪者之歌》、《徬徨少年時》，以及曼特嘉莎《花畔》等外文文學作品。孟絕子則主要用來發表政治評論以及書籍，許多政論文章都發表在千秋評論或是萬歲評論之類的黨外雜誌，對當局多所批評。親近的友人親屬，多以「老孟」稱呼。
1956-65年任職於台大外文系圖書館，與朱乃長、白先勇、李渝、郭松棻、陳若曦等當時外文系學生交好。孟祥柯對學生親善，借書過期絕不催討，也因此造成書籍遺失，成了他日後去職的原因之一。
1965-67年隱居於獅頭山元光寺福海塔，《黑白旗》一書即於此時期所著，書中有一重要角色名為孟絕子在「人世間」月刊雜誌發表評論蔣經國施政，也成為日後政論著作之主要筆名。
1970年與歐陽杏如結婚，育有三子女。
1971年4月5日因轉交泰源監獄政治犯名單給李敖，以涉嫌叛亂之罪名被捕，羈押訊問兩個月後以保外就醫之名獲釋。名單後來登在海外的《台灣青年》第120期上，李敖也因此被捕。1970-80年代為參加黨外運動較為密集的時期，與其過從甚密的黨外人士及學者，除了前述的李敖等人之外，也包括雷震  、陳鼓應、郭雨新、胡菊人、張俊宏、陳菊、林義雄、江鵬堅、康寧祥等。
1978年擔任陳婉真參選立法委員之名譽總幹事。
1979年8月6日《美麗島雜誌》創刊，共發行四期，孟祥柯曾擔任第二至第四期之社務委員。
1979年12月10日發生美麗島事件，事件前兩日12月8日孟祥柯參加美麗島雜誌社於屏東市仁愛國小所舉辦之演講會，並在開講前禱告：「主啊！如果時光可以倒流，請你把二顆原子彈投台灣，把中國國民黨丟到日本，這樣台灣和日本的命運就會對調了。」
1980年5月6日，與高信疆擔任李敖與胡茵夢兩人結婚之證婚人。同年8月28日將李敖簽好之離婚文件送交胡茵夢簽字。曾對李胡兩人的婚姻評論說：「在李敖的天地中，胡因夢找不到真善美。李敖的天地中不是沒有真善美，但那是董狐、司馬遷、文天祥那一類血淚染成的真善美，是『慷慨過鬧市，從容做楚囚』式的真善美，是悲壯而深沉的真善美，而不是胡因夢心目中的真善美。」
1983年參加增額立委選舉，主要政見為：「終身職的中央民代全體退休，全面重新選舉中央民代。停止遴選外國人來當中華民國的立監委」，並未當選。
黨外時期過後，退隱於北投故居，讀書寫字。
2017年10月20日，孟祥柯在台北過世。

## 作品
| 書名                                     | 原著             | 譯者   | 出版時間 | ISBN          | 出版者   | 註       |
| 從鴨綠江到臺灣海峽                       | 孟絕子           |        | 1998/10  | 9789579741170 |          |          |
| 警察・養母・強盜: 丁原進・周人蔘・梁建銘 | 孟絕子           |        | 1998/12  | 9789579732727 |          |          |
| 布希總統的眼淚: 美國的『希特勒』         | 孟絕子           |        | 1998/07  | 9789579729420 |          |          |
| 在美國海關中                             | 孟絕子           |        | 1997/03  | 9789577860675 | 致良     |          |
| 我們的畫像                               | 孟絕子           |        | 1997/03  | 9789577860682 | 致良     |          |
| 絕子絕孫集 1-3                           | 孟絕子           |        | 1982     |               |          |          |
| 蔣介石的報應：宋美齡的身手               | 孟絕子           |        | 1987     |               |          |          |
| 上帝要變心了：國民黨逃亡圖               | 孟絕子           |        |          |               |          |          |
| 大人物的畫像                             | 孟絕子           |        | 1981     |               | 四季     |          |
| 歷史的傷痕                               | 孟絕子           |        | 1982/01  |               |          |          |
| 隱士.詩人.女人                           | 孟絕子           |        | 1972     |               | 晨鐘     |          |
| 流浪者之歌                               | Hermann Hesse    | 蘇念秋 | 1991/06  | 9789575990381 | 水牛     |          |
| 徬徨少年時                               | Hermann Hesse    | 蘇念秋 | 1971     | 9575450329    | 志文     |          |
| 湖畔之夢                                 | Hermann Hesse    | 蘇念秋 | 1971     |               | 晨鐘     |          |
| 花畔                                     | Paolo Mantegazza | 蘇念秋 | 1974/09  |               | 遠景     |          |
| 命運散記                                 | 蘇念秋           |        | 1971     |               | 文化圖書 | 贈妻之作 |
| 黑白旗                                   | 紅豆公主         |        | 1967     |               | 真善美   | [ 22 ]   |
| 政治笑話集                               | 孟祥柯           |        | 1981     |               |          |          |
| 孟絕子打油詩                             | 孟祥柯           |        | 1981/11  |               |          |          |

## 外部連結
- 從一巴掌看輔仁大學(高等教育怪現狀的另一面)（页面存档备份，存于）
- 孟絕子談中國飛彈之父-錢學森（页面存档备份，存于）
- 孟祥柯先生紀念獎學金辦法 （页面存档备份，存于）